# エロマンガサウルス
エロマンガサウルス（Eromangasaurus）は、白亜紀の東ゴンドワナ沿海に生息していた首長竜の一分類であり、エラスモサウルス科エロマンガサウルス属に属する。属名は、化石が発掘されたとされるオーストラリア内陸のエロマンガ盆地に由来する。
エロマンガサウルスの化石は、発見の時期は不明であるが、テッド・ヌーナンなる人物によりエロマンガ盆地から発掘された首長竜の化石としてオーストラリア博物館に保管されていたものである。しかし、収集の過程で頭骨と下顎骨が別々に保管されたため、2005年にそれぞれの化石に対して、一つは既にニュージーランドで発見されていたツアランギサウルス属の1種であるとしてツアランギサウルス・アウストラリス（Tuarangisaurus australis）と記載され、もう一方が新属としてエロマンガサウルス・カリノグナトゥス（Eromangasaurus carinognathus）と記載されるという珍妙なこととなった。
しかし、2007年に2つの標本が本来同一標本であることが確認された上で、ツアランギサウルス属と異なる新属の1種エロマンガサウルス・アウストラリス（Eromangasaurus australis）として整理されている。